# Teratoppia brasiliensis
Teratoppia brasiliensis är en kvalsterart som beskrevs av Pérez-Íñigo och Baggio 1996. Teratoppia brasiliensis ingår i släktet Teratoppia och familjen Teratoppiidae. Inga underarter finns listade i Catalogue of Life.